# Chaitophorus populialbae
Chaitophorus populialbae är en insektsart som först beskrevs av Boyer de Fonscolombe 1841. Enligt Catalogue of Life ingår Chaitophorus populialbae i släktet Chaitophorus och familjen långrörsbladlöss, men enligt Dyntaxa är tillhörigheten istället släktet Chaitophorus och familjen borstbladlöss. Arten är reproducerande i Sverige.

## Underarter
Arten delas in i följande underarter:
- C. p. populialbae
- C. p. yomefuri